# Otostigmus mesethus
Otostigmus mesethus är en mångfotingart som beskrevs av Chamberlin 1957. Otostigmus mesethus ingår i släktet Otostigmus och familjen Scolopendridae.
Artens utbredningsområde är Ecuador. Inga underarter finns listade i Catalogue of Life.